# Zoodes basalis
Zoodes basalis là một loài bọ cánh cứng trong họ Cerambycidae.